# 今小路師冬
今小路 師冬（いまのこうじ もろふゆ）は、室町時代の公卿。権大納言・今小路基冬の子。　官位は従一位・権大納言。

## 官歴
以下、『公卿補任』の内容に従って記述する
- 応永2年（1395年）6月3日、従三位に叙される。左中将は元の如し。
- 応永3年（1396年）1月28日、正三位に昇叙、権中納言に任ぜられる。
- 応永6年（1399年）2月22日、権大納言に任ぜられる。同年3月27日に辞するが、4月22日に再任される。
- 応永7年（1400年）1月5日、従二位に昇叙。
- 応永9年（1402年）11月10日、正二位に昇叙。
- 応永11年（1404年）5月7日、従一位に昇叙。出家する。